# Jean-Christophe Attias
Pour les articles homonymes, voir Attias.
Jean-Christophe Attias, né le 3 mars 1958 à Bayeux (Calvados), est un historien et philosophe français du judaïsme, directeur d’études à l’École pratique des hautes études, titulaire de la chaire « Pensée juive médiévale (VIe – XVIIe siècles) » depuis 1998.

## Biographie

### Formation et carrière professionnelle
Jean-Christophe Attias étudie la philosophie (à l'université Paris-I) et l’hébreu (à l'Institut national des langues et civilisations orientales). Il est doctoral fellow du Lady Davis Fellowship Trust au département d’histoire du peuple juif de l’université hébraïque de Jérusalem en 1988-1989. Il est titulaire du CAPES (1980) et de l'agrégation (1987) d'hébreu moderne. 
Il soutient une thèse de doctorat en études hébraïques intitulée Savoir et pouvoir à Constantinople : Mordekhai Komtino, exégète-enseignant (XVe siècle) à l’université Paris-VIII (1990). Il obtient une habilitation à diriger des recherches en présentant un mémoire intitulé Judaïsme et liminarité : contributions à l'histoire intellectuelle et littéraire du judaïsme médiéval, devant un jury composé de Maurice Kriegel (EHESS, garant), Michel Tardieu (Collège de France, président), Michael Löwy (CNRS), Aron Rodrigue (Stanford University) et Colette Sirat (EPHE) (1997, EHESS).
Il enseigne l'hébreu moderne une dizaine d'années dans des établissements de l'enseignement secondaire public de Paris et de la banlieue parisienne, puis devient chargé de recherche de 1ère classe au CNRS, affecté au Centre d’études des religions du Livre (CNRS-EPHE), de 1991 à 1998. En 1998, il est élu directeur d’études à la Section des sciences religieuses de l’École pratique des hautes études, chaire de « Pensée juive médiévale (VIe – XVIIe siècles) », où il succède à Charles Touati. 
Spécialiste de l’histoire de l’exégèse juive médiévale de l'Écriture, Jean-Christophe Attias a publié ses premiers travaux sur des auteurs du Moyen Âge tardif (XVe – XVIe siècle) tels Mordekhai Komatyano (Komtino) et Isaac Abravanel, appartenant à l’aire méditerranéenne (Byzance et péninsule Ibérique). Il a depuis lors élargi l’horizon chronologique, géographique et thématique de ses recherches. 
Historien de la culture et des représentations, il s’est entre autres intéressé à la figure du prosélyte dans le judaïsme rabbinique, aux « marges » du judaïsme (karaïsme tardif), à la place de la « Terre d’Israël » dans la mémoire juive et à celle de la Bible dans la culture et l’imaginaire juifs. 
Il a publié un portrait, Moïse fragile (Alma, 2015, prix Goncourt de la biographie 2015, réédité en poche chez CNRS Éditions, 2016). Il est par ailleurs l'auteur d'un récit autobiographique (Un Juif de mauvaise foi, Lattès, 2017) ainsi que d'un roman (Nos conversations célestes, Alma, 2020). 
En 2023, il publie une étude sur le rapport du judaïsme à la Nature (Dieu n'a pas créé la nature, Cerf).

### Responsabilités institutionnelles
Jean-Christophe Attias est d'abord directeur-adjoint, puis directeur (depuis 2018) du Centre Alberto-Benveniste d'études sépharades et d'histoire socioculturelle des Juifs de l'École pratique des hautes études (EPHE), composante de l'Unité mixte de recherche 8596 (CNRS-Sorbonne Université-EPHE). De 2011 à 2015, il a été président de la commission Philosophie, psychanalyse et sciences des religions du Centre national du livre.

### Engagement associatif
Intervenant dans la lutte contre le racisme et les discriminations, il est cofondateur du Pari(s) du vivre-ensemble.
En 2006, avec Esther Benbassa il est lauréat du prix Seligmann contre le racisme pour l’ouvrage collectif Juifs et musulmans : Une histoire partagée, un dialogue à construire.

### Vie privée
Il est né d'un père juif d'Algérie (arrivé en métropole en 1946) et d'une mère charentaise catholique. Il est marié avec Esther Benbassa, directrice d'études à l'École pratique des hautes études et sénatrice Europe Écologie Les Verts (jusqu'en décembre 2021, date à laquelle elle a quitté ce parti), avec laquelle il a écrit plusieurs ouvrages.

## Œuvres
- Abraham Aboulafia. L'épître des sept voies, Paris, Éditions de l'Éclat, 1985 (traduction annotée de l'hébreu) ; rééd., Paris, Éditions de l'Éclat, 2008 ; rééd. poche, Éditions de l'Éclat, 2023
- Le Commentaire biblique. Mordekhai Komtino ou l'herméneutique du dialogue, Paris, Cerf, 1991
- Isaac Abravanel, la mémoire et l'espérance, Paris, Cerf, 1992
- Penser le judaïsme, Paris, CNRS Éditions, 2010 ; rééd. en poche revue et augmentée, Paris, CNRS Éditions, coll. « Biblis », 2013
- Les Juifs et la Bible, Paris, Fayard, 2012 ; rééd. en poche, Paris, Cerf, coll. « Lexio », 2014
- Moïse fragile, Paris, Alma, 2015 ; rééd. en poche, Paris, CNRS Éditions, coll. « Biblis », 2016
- Un juif de mauvaise foi, Paris, Lattès, 2017 (récit)
- Nos Conversations célestes, Paris, Alma, 2020 (roman)
- Dieu n'a pas créé la Nature, Paris, Cerf, 2023

### AvecEsther Benbassa
- Dictionnaire de civilisation juive, Paris, Larousse-Bordas, 1997 ; rééd. 1998
- Israël imaginaire, Paris, Flammarion, 1998 ; 2e éd., 2001 (sous le titre Israël, la terre et le sacré)
- Les Juifs ont-ils un avenir ?, Paris, Lattès, 2001 ; 2e éd., Paris, Hachette, coll. « Pluriel », 2002
- Le Juif et l’Autre, Gordes, Le Relié, 2002
- Petite histoire du judaïsme, Paris, Librio, 2007
- Dictionnaire des mondes juifs, Paris, Larousse, coll. « À présent », 2008 (édition refondue et augmentée du Dictionnaire de civilisation juive paru en 1997.
- Israël-Gaza. La conscience juive à l'épreuve des massacres, Textuel, 2024, 80 p.

### Directions d'ouvrages (sélection)
- De la Conversion, Paris, Cerf, 1998
- Enseigner le judaïsme à l'Université, Genève, Labor et Fides, 1998 (avec Pierre Gisel)
- La  haine  de  soi.  Difficiles  identités, Bruxelles, Complexe, 2000 (avec Esther Benbassa)
- Messianismes. Variations autour d’une figure juive, Genève, Labor et Fides, 2000 (avec Pierre Gisel et Lucie Kaennel)
- De la Bible à la littérature, Genève, Labor et Fides, 2003 (avec Pierre Gisel)
- Juifs et musulmans. Une histoire partagée, un dialogue à construire[7], Paris, Editions La Découverte, 2006 (avec Esther Benbassa)
- Les Sépharades et l’Europe. De Maïmonide à Spinoza, Paris, Presses de l’université Paris-Sorbonne, 2012
- Encyclopédie des religions, Paris, Fayard/Pluriel, 2012 (avec Esther Benbassa)
- Dans les quartiers, l’égalité c’est maintenant ! Livre blanc[8], Paris, Le Pari(s) du Vivre-Ensemble, 2014 (avec Esther Benbassa)
- Juifs et musulmans. Retissons les liens!, Paris, CNRS Éditions, 2015 (avec Esther Benbassa)
- Nouvelles relégations territoriales, Paris, CNRS Éditions, 2017 (avec Esther Benbassa)

## Distinctions
- Chevalier dans l'Ordre des Palmes académiques (2024).
- Prix Goncourt de la Biographie 2015 pour Moïse fragile (Paris, Alma, 2015).
- Prix Seligmann contre le racisme 2006 pour Juifs et musulmans. Une histoire partagée, un dialogue à construire (Paris, La Découverte, 2006).